# Oribatula clavata
Oribatula clavata är en kvalsterart som beskrevs av Ewing 1917. Oribatula clavata ingår i släktet Oribatula och familjen Oribatulidae. Inga underarter finns listade i Catalogue of Life.